# Pieter Bleeker
Pieter Bleeker (Zaandam, 10 de juliol de 1819 - La Haia, 24 de gener de 1878) era un metge i ictiòleg neerlandès.
És conegut per a les seves recerques dels peixos de l'Àsia oriental. Com a metge va treballar per a l'exèrcit neerlandès a Indonèsia de 1842 a 1860. En el seu temps d'oci va estudiar els peixos. Va aprofitar els seus contactes amb els pescadors locals i a les illes veïnes per a inventariar més de 12.000 espècies, dels quals la majoria sempre es troben al museu d'història natural Naturalis de Leiden.
En tornar al seu país el 1860 va publicar de 1862 a 1878 un Àtlas Ichtyologique amb moltes cromolitografies de Speigler. A la seva obra va descriure 511 gèneres i 1925 espècies.

## Obres destacades
- ‘Bijdrage tot de kennis der vischfauna van Nieuw-Guinea’. Acta Soc. Sci. Indo-Neerl, 1859, volum. 6
- Het partikulier landbezit op Java.’ in: De Gids, 1863
- Pieter Bleeker, M.Weber & L.F. de Beaufort. The fishes of the Indo-Australian Archipelago, Leiden, 1911-1922, 4 volums
- Bijdragen tot de Ichtyologie van de Indonesische Archipel, Amsterdam, 1972 (reimpressió), 4 volums
- Révision des espèces indo-archipélagiques de grouppe des Apogonini Haarlem, Erven Loosjes, 1874. 105 pàgines.
- Mémoire sur les Chromides Marins ou Pomacentroïdes de l'Inde Archipélagique, Haarlem, Erven Loosjes, 1877, 166 pàgines
- Description de quelques espèces de Cobitioïdes et de Cyprinoïdes de Ceylan, Haarlem, Loosjes, 1864, 99 pàgines.
- Atlas Ichthyologique des Indes Orientales Néêrlandaises, amb 420 cromolitografies de Speigler, Amsterdam, 1862—1878, 10 volums
- Contribution à la faune ichthyologique de l'île Maurice, Amsterdam, Chez C.G. van der Post. 1878, 23 pàgines.
- Reis door de Minahassa en den Molukschen archipel, Batavia, Lange, 1856, 2 volums